# Аліс Давід
Аліс Давід (англ. Alice David; нар. 22 березня 1987, Париж, Франція) — французька акторка, відома своїми ролями у комедійних фільмах Божевільні преподи, Superнянь та Superнянь 2. Є французьким голосом Лари Крофт з комп'ютерної гри Tomb Raider.

## Фільмографія
| Рік       |   | Українська назва   | Оригінальна назва      | Роль            |
| --------- | - | ------------------ | ---------------------- | --------------- |
| 2007—2007 | с | Де ти?             | Où es-tu?              | Ліза (підліток) |
| 2011—2012 | с | Короткий           | Bref                   | Сара            |
| 2012—2012 | с | Тіньові радники    | Les hommes de l'ombre  | Беретт          |
| 2013      | ф | Божевільні преподи | Les Profs              | Марі            |
| 2014      | ф | Ніколи в першу ніч | Jamais le premier soir | Шарлотт         |
| 2014      | ф | Superнянь          | Babysitting            | Соня            |
| 2014      | ф | Френсіс            | Les Francis            | Ваніна Кампана  |
| 2015      | ф | Superнянь 2        | Babysitting 2          | Соня            |
| 2016      | ф | 2+1                | Demain tout commence   | молода дівчина  |
| 2017      | ф | Екс                | Les Ex                 | Солен           |
| 2018      | ф | Пан всезнайко      | Monsieur je-sais-tout  | Матільда        |
| 2018      | ф | Зведені сестри     | Demi-sœurs             | Лорен           |